# Thierville
Thierville é uma comuna francesa na região administrativa da Normandia, no departamento de Eure. Estende-se por uma área de 3,61 km². Em 2010 a comuna tinha 375 habitantes (densidade: 103,9 hab./km²).